# Spellfire
Spellfire è un gioco di carte collezionabili ambientato negli scenari del gioco di ruolo fantasy Advanced Dungeons & Dragons pubblicato dalla TSR. Il gioco fu pubblicato nel 1994, poco dopo l'introduzione di Magic: The Gathering, sull'onda del successo dei giochi di carte collezionabili.

## Regolamento di gioco
Spellfire può essere giocata da più di due giocatori senza modifiche alle regole (anzi è più adatta al gioco multigiocatore che non a due). Lo scopo del gioco è riuscire a mettere in gioco prima dell'avversario un set di sei carte di tipo Reame; i Reami vanno difesi dagli attacchi degli avversario schierando i propri "Campioni", cercando di razziare i Reami nemici. Il livello e le abilità speciali dei Campioni possono essere estesi per mezzo delle carte "alleato", "oggetto magico", "artefatto", "incantesimo da Mago" o "incantesimo" da chierico". Le difese di un reame possono essere aumentate grazie alla carta "roccaforte". Dopo che un reame è stato attaccato con successo è considerato "razziato" e messo a faccia in giù. Può essere recuperato solo mediante l'uso di altre carte. Un giocatore può mettere in gioco un solo reame per turno e può giocare una sola roccaforte per ogni reame, inoltre la roccaforte deve appartenere alla stessa ambientazione del reame (per esempio Forgotten Realms o Dragonlance).
I reami rappresentano regni, città e imperi delle ambientazioni di Advanced Dungeons & Dragons che sono alleate con il giocatore che li gioca. I reami vengono disposti in gioco in una formazione triangolare, con il primo reame al vertice e i successivi aggiunti alla base. Questi spazi sono tipicamente etichettati con delle lettere, il primo reame con la lettera A, il secondo con la B, ecc...: la formazione somiglia a quella sotto:
```
                                               A
                                              B C
                                             D E F
```

Durante il proprio turno un giocatore può aggiungere campioni alla propria riserva e può anche equipaggiarli con oggetti magici ed artefatti (che devono provenire dalla stessa ambientazione del campione). I campioni sono probabilmente la carta più potente del gioco, dato che sono usati sia per l'attacco che per la difesa. I campioni presenti nel gioco originale erano eroi, mostri, chierici, e stregoni. Successivamente furono aggiunti psionici, reggenti e ladri.
Se durante il gioco un giocatore resta senza reami nella sua formazione (sia razziate che non) tutte le sue carte della riserva sono scartate alla fine del suo turno.

## Storia editoriale
Subito dopo il successo del lancio di Magic: The Gathering da parte della Wizards of the Coast la TSR fu sottoposta a una considerevole pressione da parte della comunità dei distributori e rivenditori, ma inizialmente resistette a queste pressioni non volendo apparire come una ditta che copiava la concorrenza. Infine cedette alle pressioni e annunciò la pubblicazione di un gioco di carte collezionabili basato sulle ambientazioni di Advanced Dungeons & Dragons. Comunque il primo regolamento di gioco sviluppato risultò troppo simile a Magic e fu abbandonato, ma per rispettare la data di pubblicazione annunciata un nuovo regolamento dovette essere sviluppato nel giro di pochi giorni. Il gioco fu progettato da Steve Winter, Jim Ward, Dave Cook e Tim Brown e per le illustrazioni fu sfruttato il ventennale archivio di immagini fantasy che la TSR aveva accumulato nel tempo.
Nel complesso la TSR pubblicò 4 edizioni e 12 set di espansioni per Spellfire prima di chiudere la linea in seguito alla crisi economica che porterà alla sua cessione alla Wizards of the Coast nel 1997.
Nel 1997 la TSR fu ceduta alla Wizards of the Coast, che ricevette anche i diritti di Spellfire, ma non avendo interesse in un ulteriore gioco di carte collezionabile ne cessò la produzione.

## Edizioni
- Prima edizione (giugno 1994). Composta da 400 carte tra comuni, non comuni e rare, vendute in mazzi iniziali venduti a coppie, ciascuno contenente 55 carte. Le ambientazioni rappresentate sono Forgotten Realms, Dark Sun e Greyhawk. Le immagini sono generalmente riduzioni di copertine di moduli e manuali, le roccaforti sono rappresentate da immagini di mappe.[2][3]. Alla prima edizione è abbinato un'espansione rimasta innominata.
- Prima espansione (giugno 1994). Rimasta innominata, venduta in bustine da 12 carte. Composta dalle 400 carte della prima edizione più 25 carte esclusive del set di espansione.[5]
- Seconda espansione, Ravenloft (agosto 1994). Composta da 100 carte vendute in bustine da 12 e dedicata all'ambientazione Ravenloft.[5]
- Seconda edizione (agosto 1994). Composta da 420 carte vendute nello stesso formato della prima edizione. Le regole sono aggiornate per correggere alcuni problemi emersi dopo la pubblicazione della prima edizione. Le venti carte aggiunte rispetto alla prima edizione sono retroattivamente marcate "First Edition after the fact" ("Prima edizione, dopo il fatto") e sono illustrate da foto piuttosto che da illustrazioni (il primo uso di foto nelle carte da gioco collezionabili.)[6]
- Terza espansione, Dragonlance (novembre 1994). Composta da 100 carte vendute in bustine da 12. Aggiunse al regolamento effetti basati sul tempo (giorno o notte) e il concetto di "abisso", il luogo dove finiscono le carte tolte fuori dal gioco, ma non dalla partita.[7]
- Quarta espansione, Forgotten Realms (novembre 1994). Composta da 125 carte vendute in bustine da 12. Fu molto popolare dato che conteneva alcune delle carte più potenti pubblicate.[8]
- Quinta espansione, Artifacts (maggio 1995). Composta da 120 carte vendute in mazzetti da 12 carte. La prima espansione a non essere dedicata a un'ambientazione specifica, presenta oggetti e personaggi leggendari di varie ambientazioni. Introdusse le rule card che possono cambiare le regole base del gioco.[8]
- Sesta espansione, Powers (settembre 1995). Composta da 120 carte vendute in bustine da 12 carte. Aggiunse la classe personaggio dello psionico e le abbinate carte di abilità psioniche. Le regole furono modificate per permettere ai personaggi delle edizioni precedenti di potersi difendere dai poteri psionici.[9]
- Terza edizione (ottobre 1995). Composta da 440 carte (vengono aggiunte altre 20 carte pseudo-prima pubblicazione). Il regolamento viene profondamente riscritto e rivisto e l'interazione delle carte e dei poteri rivista. Nonostante le modifiche fu comunque un'edizione economica da produrre, perché a parte il foglio di stampa delle nuove carte, le altre poterono essere aggiornate modificando solo la lastra del nero.[10]
- Settima espansione, The Underdark (dicembre 1995). Composta da 125 carte vendute in bustine da 12. Dedicata al mondo sotterraneo, non introduce nuove regole.[9]
- Ottava espansione, Runes & Ruins (febbraio 1996). Composta da 125 carte vendute in bustine da 12. Nonostante il nome dell'espansione anche se molte delle carte sono basate su rovine di sotterranei, un'unica carta era dedicata a una runa. Un altro errore fu quello di stampa sulle confezioni di scatole intitolate Sellfire. Introdusse il combattimento disarmato che rese retroattivamente più potenti tutte le carte eroe.[11]
- Nona espansione, Birtright. Composta da 125 carte vendute in bustine da 12 e dedicata all'ambientazione Birtright. Introdusse i personaggi reggenti e le carte abilità del sangue.[12]
- Quarta edizione (luglio 1996). Composta da 500 carte e venduta in confezioni combo di un mazzo starter della quarta edizione e di una bustina dell'espansione Draconomicon. La stampa di una nuova edizione era necessaria, sia perché i mazzi starter delle prime tre edizioni erano ormai esauriti, sia perché nonostante la revisione delle regole della terza edizione le nuove regole introdotte dalle nuove espansioni avevano causato diversi problemi di integrazione, comunque la TSR decise che avrebbe pubblicato dei nuovi mazzi iniziali solo se avesse trovato una maniera economica di farlo e pertanto invece di vendere confezioni con due mazzi iniziali abbinati, vendette confezioni con un mazzo iniziale e una bustina di espansione.[13]
- Decima espansione, Draconomicon (luglio 1996). Composta da 125 carte vendute in bustine da 12. Le bustine di espansione furono anche vendute abbinata ai mazzi iniziali della quarta edizione. Introduce le carte abilità dei draghi.[14]
- Undicesima espansione, Night Stalkers (ottobre 1996). Composta da 125 carte vendute in bustine da 12. Tutte le immagini dell'espansione sono fotografie di impiegati della TSR travestiti da creature della notte. Aggiunge la classe del ladro e la carta abilità dei ladri. Avrebbe dovuto essere l'ultima espansione, ma visto che andò esaurita, furono programmate altre quattro espansioni, anche se solo una fu effettivamente pubblicata.[15]
- Dodicesima espansione, Dungeons! (agosto 1997). Composta da 125 carte vendute in bustine da 12. Introdusse le carte avventura, in sostanza regole che si applicano solo al giocatore che le mette in gioco. Comprende anche carte con foto di giocatori di Spellfire scattate durante la Gen Con 1996 e diverse delle nuove carte erano state suggerite da loro suggerite.[16]

Due altre espansioni erano state programmate dalla TSR per la fine del 1997 (Fiends basata su Planescape e Incantation), ma la Wizards of the Coast non avendo interesse in un ulteriore gioco fantasy non le produsse.